# 1973 aux échecs
| Années des échecs : 1970 - 1971 - 1972 - 1973 - 1974 - 1975 - 1976    |
| Décennies des échecs : 1940 - 1950 - 1960 - 1970 - 1980 - 1990 - 2000 |

Cet article présente les faits marquants de l'année 1973 aux échecs.

## Championnats nationaux
- Argentine : Raúl Sanguineti remporte le championnat[1],[2]. Chez les femmes, pas de championnat.
- Autriche : Karl Janetschek remporte le championnat[3]. Chez les femmes, pas de championnat[4].
- Belgique : Robert Wilaert remporte le championnat[5]. Chez les femmes, pas de championnat [6].
- Brésil: Herman Claudius van Riemsdijk remporte le championnat[7]. Chez les femmes, c’est Ivone Moysés qui s’impose.
- Canada : Pas de championnat[8].
- Chine : Pas de championnat[9].
- Écosse : PM Jamieson remporte le championnat[10].
- Espagne : Francisco Javier Sanz remporte le championnat[11]. Chez les femmes, c’est Pepita Ferrer qui s’impose[12].
- États-Unis : Lubomir Kavalek et John Greffe remportent le championnat[13]. Chez les femmes, pas de championnat[14].
- France : Michel Benoit remporte le championnat [15]. Chez les femmes, pas de championnat[16].
- Hongrie : Zsuzsa Verőci remporte le championnat de Hongrie féminin.
- Inde : Manuel Aaron remporte le championnat[17].
- Iran : Mehrshad Sharif remporte le championnat[18].
- Mexique : Mario Campos López[19],[20] (Première édition du championnat)

- Pays-Bas : Genna Sosonko remporte le championnat [21]. Chez les femmes, c’est Ada van der Giessen qui s’impose.
- Pologne : Krzysztof Pytel remporte le championnat[22].
- Royaume-Uni : William Hartston remporte le championnat[23].

- Suisse : André Lombard remporte le championnat [24]. Chez les dames, c’est Elsa Lüssy qui s’impose[25].
- RSS d'Ukraine : Lev Alburt remporte le championnat[26],[27], dans le cadre de l’U.R.S.S.. Chez les femmes, Olena Yelina s’impose[28].
- République fédérative socialiste de Yougoslavie : Božidar Ivanović remporte le championnat[29],[30]. Chez les femmes, Amalija Pihajlić s’impose.

## Naissances
- Joël Lautier
- Peter Heine Nielsen
- Sergei Tiviakov

## Nécrologie
- 13 janvier : Vassili Panov
- 14 janvier : Aleksandras Machtas (en)
- 18 janvier : Al Horowitz
- 3 février : Alexandru Tyroler (en)
- 9 février : Markas Luckis (en)
- 14 février : Hans Kmoch
- 7 mars : Manuel Golmayo
- 23 mars : Isidore Censer (en)
- 11 juin : Folke Rogard
- 1er juillet : Zandor Nilsson (en)
- 4 juillet : Leonid Stein
- 6 novembre : Marcel Després
- 6 décembre : Braslav Rabar